# Puy de la Tourte
Le puy de la Tourte est un sommet montagneux situé dans le Massif central. Il s'élève à 1 704 mètres d'altitude au sein des monts du Cantal.

## Géographie
Il se trouve entre les communes du Falgoux et du Claux, au nord du puy Mary. Il est accessible en empruntant le pas de Peyrol, puis en suivant un sentier de randonnée.

## Géologie
Il s'agit d'un puy trachytique.

## Activités
Le site est prisé pour le vol en parapente et l'escalade.